# Jean Henri Hassenfratz
Jean Henri Hassenfratz (París, 27 de diciembre de 1755 - íd, 24 de febrero de 1827) fue un químico y físico francés conocido por haber diseñado con Pierre Auguste Adet el primer sistema de símbolos químicos. Fue el primer profesor de física de la École Polytechnique y uno de los primeros inspectores de minas de Francia.

## Vida
En su juventud Hassenfratz fue uno autodidacta y aventurero. A los 14-16 años viajó a la isla de Martinica. Al volver a Francia, seis años después, se dedicó a la aplicación práctica de las artes, trabajó como aprendiz colorista en una industria para la impresión del chint en Saint-Denis, y como carpintero con Nicolas Fourneau. El 1778 estudió geografía con Jean Baptiste Beaurain, geógrafo real, el cual le encargó elaborar un mapa de todas las batallas que habían tenido lugar durante la presa de la Dominica. Después, Hassenfratz continuó sus estudios de cartografía con Jean Chevalier de Champigny. Entre 1780 y 1781 siguió los cursos del matemático Gaspard Monge. 

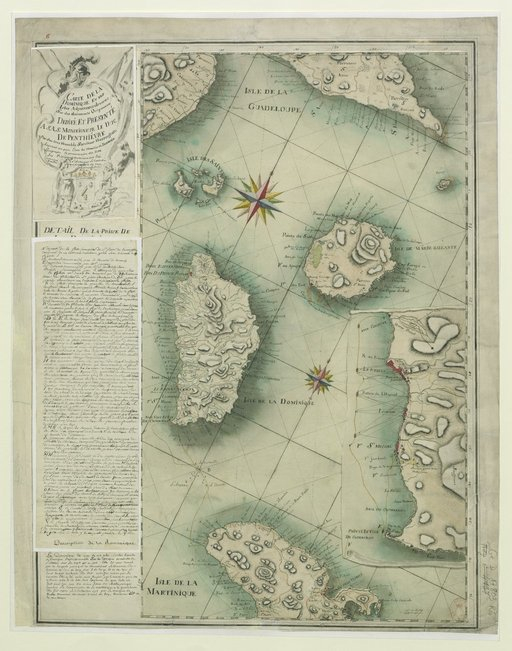
Mapa de Dominica realizado por Hassenfratz en 1779.

Beaurain lo ayudó a obtener el nombramiento de ingeniero geógrafo del Regimiento de Dragons de la Reina el 1781 y la de profesor de física al mismo regimiento. Se convirtió en amigo de Balthazar Sage que le permitió convertirse en un miembro de la primera promoción de estudiantes de la École des Minas. En 1782 fue enviado por el gobierno francés en una misión por Estíria y Caríntia en Austria para estudiar el arte del hierro y la fabricación de acero. El enero de 1785 fue nombrado Subinspector de Minas.
En la década de 1780, Monge lo presentó a Antoine Laurent Lavoisier (1743-1794) el cual lo nombró director de su laboratorio. El 1786, Lavoisier lo presentó como candidato a miembro del Académie des Sciences, propuesta que fue rechazada. Hassenfratz fue profesor de física en la École des Mines entre 1786 y 1788. Casi al mismo tiempo fue admitido en la masonería. Gracias al apoyo de Fourcroy y Pierre Jean Claude Mauduyt de la Varenne fue nombrado miembro correspondiente de la Société Royale de Médecine.
Entre 1791 y 1793, Lavoisier y Hassenfratz estaban entre los 30 miembros del Bureau de Consultation des Artes te Métiers que tenía por objeto evaluar, certificar, y, finalmente, recompensar invenciones técnicas que se presentan en las diferentes artes. Con la Revolución francesa se convirtió en un apasionado de las nuevas ideas y comprometido profundamente en la política. En 1790 publicó un Manuel militaire del infanterie, cavalerie et artillerie nationale y el 1792 se convirtió en miembro de la Société lleva Patriotique Luxemburgo, fundada por Jean Nicolas Pache y Monge. 

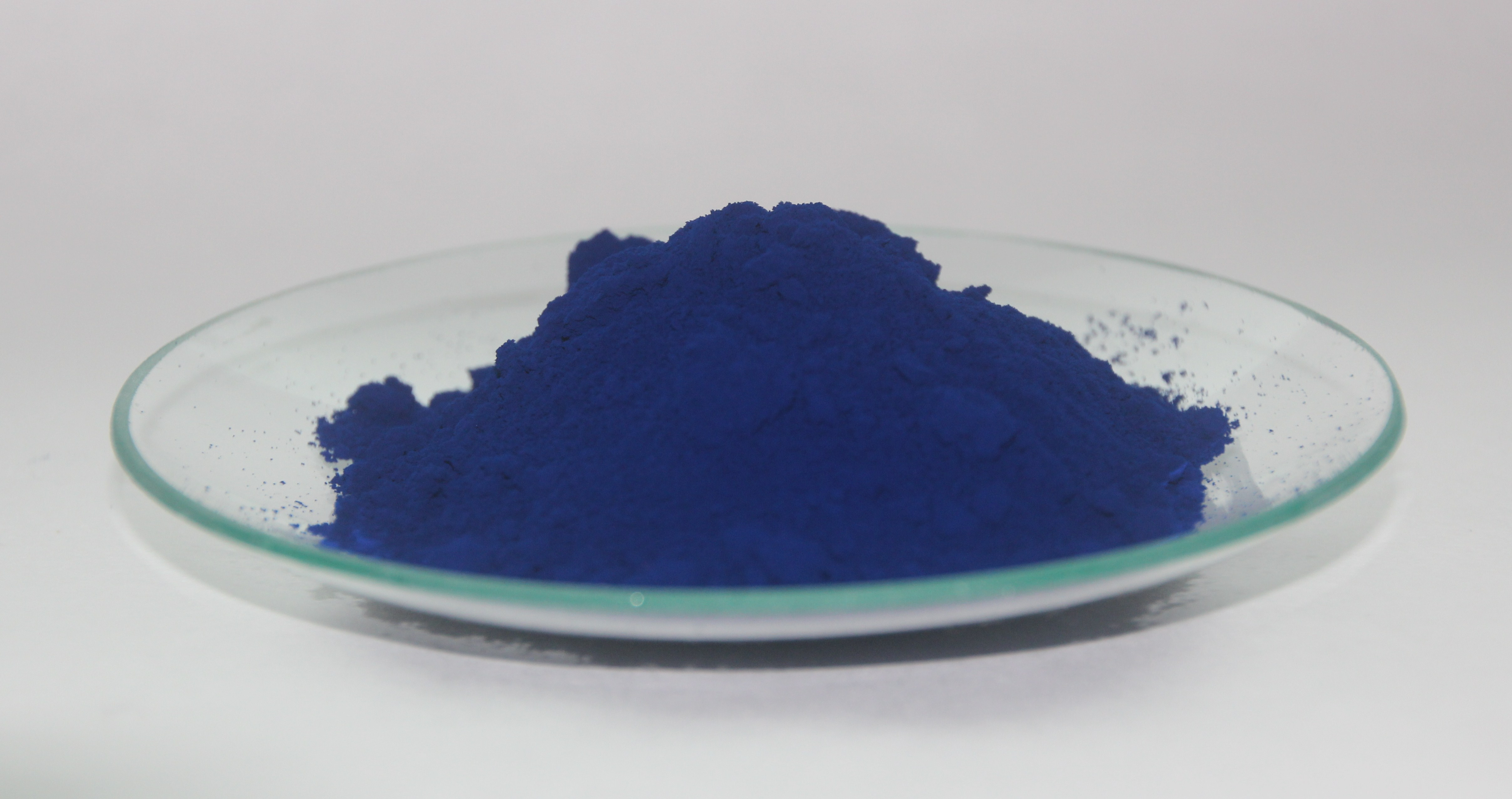
Pigmento azul de Prusia.

En agosto de 1792 se convirtió en miembro de la Común de París y el 1793 Pache, el ministro de la Guerra, lo nombró director de la administración de material de guerra en el Ministerio. Como jacobino muy activo, se involucró en los acontecimientos revolucionarios de 1792-1793, sobre todo en el famoso 31 de mayo de 1793 que llevó a la caída de los girondinos. También contribuyó en el debate en la educación pública mediante el avance de la formación técnica.
Fue nombrado profesor de física general en la École Polytechnique cuando fue fundada el 1794. Se convirtió en ninguno del Faubourg Saint-Marceau durante la insurrección del 20 de mayo de 1795. Se refugió en Sedan (Ardenes) para escapar a la persecución de los termidorianos. Al acabarse el gobierno del Terror volvió a París en octubre de 1795, y se convirtió en profesor de física y química; profesor de metalurgia en la École des Mines hasta 1822 e instructor de física general en la École Centrale des Travaux Publics. Hacia la misma época, fue ascendido a Inspector de minas. 
Hassenfratz diseñó el primer curso de Tecnología dado en Francia y jugó un papel importante en la preparación del primer plan de estudios del Polytechnique, y al Conservatorio de Artes y Oficios. En 1791 fue admitido a la Société de Histoire Naturelle. Hassenfratz fue invitado a presentar su renuncia el 1814, al ser nombrado profesor emérito con derecho a pensión. El gobierno francés, durante la ocupación de Saboya, transfirió la École des Mines a Moûtiers y Hassenfratz fue nombrado profesor de química.

## Obra

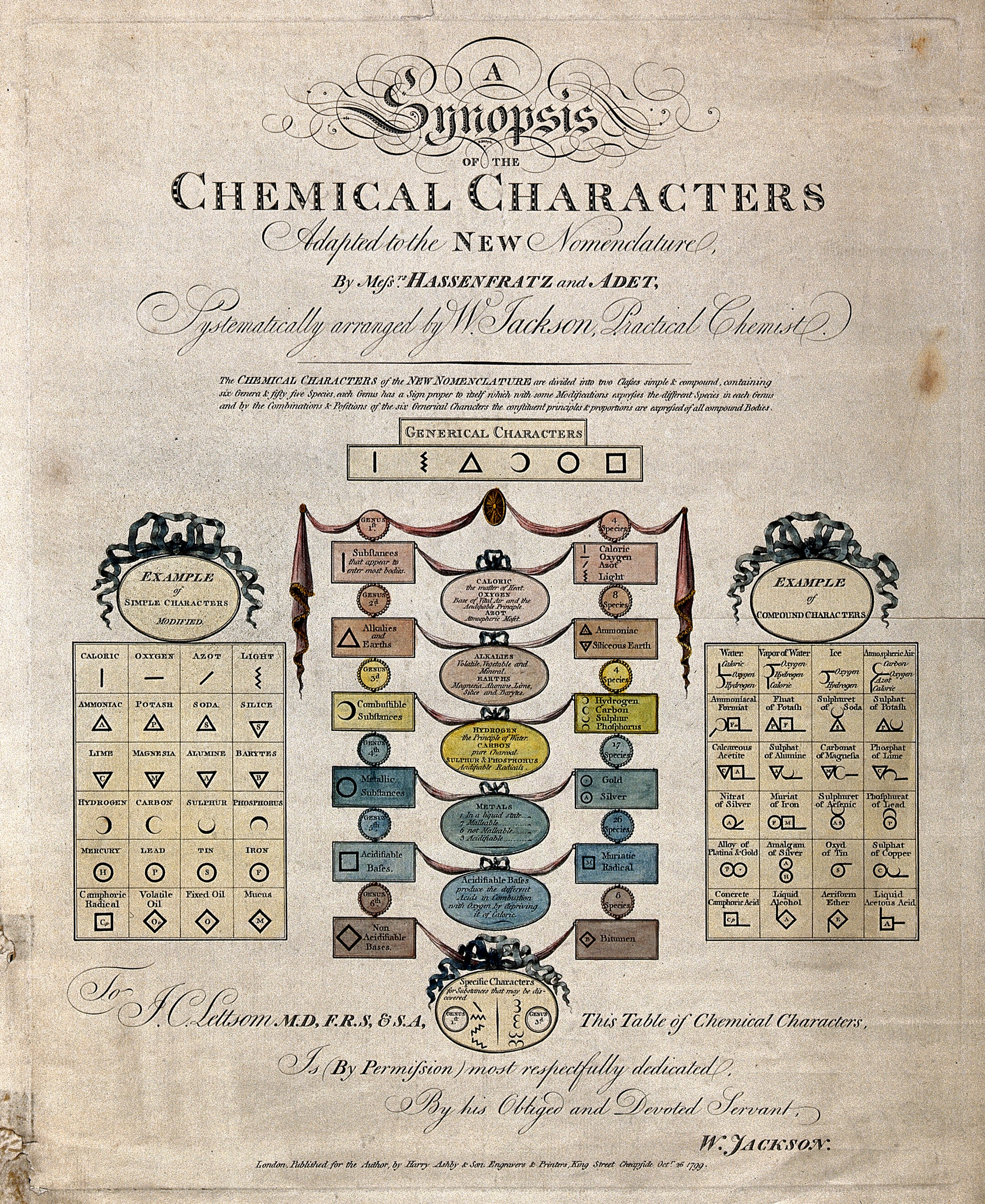
Versión inglesa resumida de la propuesta de símbolos químicos de Hassenfratz y Pierre Auguste Adet, realizada en 1799 por William Jackson.

Entre 1786 y 1787, trabajó con Lavoisier con el azul de Prusia, tomó parto en la controversia sobre el flogisto, colaboró en la redacción de Descriptions des Artes te Métiers, una enciclopedia dedicada a recoger y difusión conocimiento artesanal y hasta 1792 publicó profusamente a Annales de Chimie, revista que había ayudado a fundar.
Diseñó con Pierre Auguste Adet una notación química siguiendo la nueva nomenclatura de Louis Bernard Guyton de Morveau, Antoine Laurent Lavoisier, Antoine François de Fourcroy y Claude Louis Berthollet y que fue publicada el 1787 en el libro Méthode de Noménclature Chimique. Durante 1790 Hassenfratz estudió la destilación de la madera y realizó numerosas experiencias relacionadas con el cultivo de árboles.

### Obras
- De Morveau, Guyton. Nouveau Système de caractères chimiques, 1787.
- Desray. École de exercice, huevo Manuel militaire à el usage de toutes las gardes nationales lleva royaume, infanterie, cavalerie te artillerie, 1790.  connut deux autres éditions :
  - Catéchisme militaire, huevo manuel lleva garde national, Paris 1790
  - Cours révolutionnaire de administration militaire (Paris 1794).
- Firmen Didot. Sidérotechnie, huevo el arte de traiter las minéraux de hacer, pour al obtener de la fonte, lleva hacer te de la acier (4 vol.), 1812.
- Dictionnaire physique del Encyclopédie (Paris 1816-21, 4 vol.);
- Encyclopédie Méthodique (Dictionnaire de Physique). Paris 1816-21, 4 vol.
- Traité théorique te pratique del arte de calciner la pierre calcaire, te de fabriquer toutes sortes de mortiers, cementos, bétons etc., soit à bras de hommes, soit à el aide de machines, 1825.